# Турніри 1-ї категорії WTA 2007
Нижче наведено турніри 1-ї категорії в рамках Туру WTA 2007.
| Тиждень              | Турнір                                      | Переможець                          | Фіналіст                | Півфіналістки                       | Чвертьфіналістки                                                            |
| -------------------- | ------------------------------------------- | ----------------------------------- | ----------------------- | ----------------------------------- | --------------------------------------------------------------------------- |
| 29 січня             | Toray Pan Pacific Open Токіо, Японія        | Мартіна Хінгіс 6–4, 6–2             | Ана Іванович            | Олена Дементьєва Марія Шарапова     | Єлена Янкович Саманта Стосур Ай Суґіяма Роберта Вінчі                       |
| 29 січня             | Toray Pan Pacific Open Токіо, Японія        | Реймонд С Стосур 7–6(8–6), 3–6, 7–5 | King Stubbs             | Олена Дементьєва Марія Шарапова     | Єлена Янкович Саманта Стосур Ай Суґіяма Роберта Вінчі                       |
| 5 березня (2 weeks)  | Pacific Life Open Індіан-Веллс, США         | Даніела Гантухова 6–3, 6–4          | Світлана Кузнецова      | Лі На Сібіль Баммер                 | Віра Звонарьова Шахар Пеєр Татьяна Головін Ніколь Вайдішова                 |
| 5 березня (2 weeks)  | Pacific Life Open Індіан-Веллс, США         | Реймонд С Стосур 6–3, 7–5           | Chan Y.-j. Chuang C.-j. | Лі На Сібіль Баммер                 | Віра Звонарьова Шахар Пеєр Татьяна Головін Ніколь Вайдішова                 |
| 19 березня (2 weeks) | Sony Ericsson Open Miami, США               | Серена Вільямс 0–6, 7–5, 6–3        | Жустін Енен             | Шахар Пеєр Анна Чакветадзе          | Ніколь Вайдішова Татьяна Гарбін Лі На Надія Петрова                         |
| 19 березня (2 weeks) | Sony Ericsson Open Miami, США               | Реймонд / С Стосур 6–4, 3–6, 10–2   | Блек Huber              | Шахар Пеєр Анна Чакветадзе          | Ніколь Вайдішова Татьяна Гарбін Лі На Надія Петрова                         |
| 9 квітня             | Family Circle Cup Чарлстон, США             | Єлена Янкович 6–2, 6–2              | Дінара Сафіна           | Віра Звонарьова Вінус Вільямс       | Міхаелла Крайчек Татьяна Головін Анабель Медіна Гаррігес Катарина Среботнік |
| 9 квітня             | Family Circle Cup Чарлстон, США             | Yan Ц Чжен 7–5, 6–0                 | Пен Sun                 | Віра Звонарьова Вінус Вільямс       | Міхаелла Крайчек Татьяна Головін Анабель Медіна Гаррігес Катарина Среботнік |
| 7 травня             | Qatar Telecom German Open Berlin, Німеччина | Ана Іванович 3–6, 6–4, 7–6(7–4)     | Світлана Кузнецова      | Жустін Енен Юлія Вакуленко          | Єлена Янкович Надія Петрова Патті Шнідер Дінара Сафіна                      |
| 7 травня             | Qatar Telecom German Open Berlin, Німеччина | Реймонд С Стосур 6–3, 6–4           | Garbin Р Вінчі          | Жустін Енен Юлія Вакуленко          | Єлена Янкович Надія Петрова Патті Шнідер Дінара Сафіна                      |
| 14 травня            | Internazionali d'Italia Rome, Італія        | Єлена Янкович 7–5, 6–1              | Світлана Кузнецова      | Патті Шнідер Даніела Гантухова      | Серена Вільямс Олена Дементьєва Анабель Медіна Гаррігес Дінара Сафіна       |
| 14 травня            | Internazionali d'Italia Rome, Італія        | Деші Santangelo 6–4, 6–1            | Garbin Р Вінчі          | Патті Шнідер Даніела Гантухова      | Серена Вільямс Олена Дементьєва Анабель Медіна Гаррігес Дінара Сафіна       |
| 30 липня             | Acura Classic Сан-Дієго, США                | Марія Шарапова 6–2, 3–6, 6–0        | Патті Шнідер            | Анна Чакветадзе Олена Дементьєва    | Саня Мірза Вінус Вільямс Надія Петрова Марія Кириленко                      |
| 30 липня             | Acura Classic Сан-Дієго, США                | Блек Huber 7–5, 6–4                 | Azarenka Chakvetadze    | Анна Чакветадзе Олена Дементьєва    | Саня Мірза Вінус Вільямс Надія Петрова Марія Кириленко                      |
| 13 серпня            | Rogers Cup Торонто, Канада                  | Жустін Енен 7–6(7–3), 7–5           | Єлена Янкович           | Янь Цзи Татьяна Головін             | Надія Петрова Маріон Бартолі Світлана Кузнецова Віржіні Раззано             |
| 13 серпня            | Rogers Cup Торонто, Канада                  | Srebotnik Суґіяма 6–4, 2–6, 10–5    | Блек Huber              | Янь Цзи Татьяна Головін             | Надія Петрова Маріон Бартолі Світлана Кузнецова Віржіні Раззано             |
| 8 жовтня             | Kremlin Cup Москва, Росія                   | Олена Дементьєва 5–7, 6–1, 6–1      | Серена Вільямс          | Світлана Кузнецова Дінара Сафіна    | Віра Душевіна Ніколь Вайдішова Віра Звонарьова Вікторія Азаренко            |
| 8 жовтня             | Kremlin Cup Москва, Росія                   | Блек Huber 4–6, 6–1, 10–7           | Azarenka Poutchek       | Світлана Кузнецова Дінара Сафіна    | Віра Душевіна Ніколь Вайдішова Віра Звонарьова Вікторія Азаренко            |
| 15 жовтня            | Zürich Open Zürich, Швейцарія               | Жустін Енен 6–4, 6–4                | Татьяна Головін         | Ніколь Вайдішова Франческа Ск'явоне | Агнешка Радванська Альона Бондаренко Маріон Бартолі Світлана Кузнецова      |
| 15 жовтня            | Zürich Open Zürich, Швейцарія               | Peschke Stubbs 7–5, 7–6(7–1)        | Реймонд Schiavone       | Ніколь Вайдішова Франческа Ск'явоне | Агнешка Радванська Альона Бондаренко Маріон Бартолі Світлана Кузнецова      |